# アンメリス
アンメリス（Ammeris）は古代エジプトのサイスの知事で、エジプト第26王朝の初代ファラオとされることもある。アメレス（Ameres）とも。

## 略歴
アンメリスの名は、エウセビオスによるマネトの歴史書『アイギュプティカ』の要約にのみ現れる。エウセビオスはアンメリスがヌビア人であるとし、12歳または18歳で第26王朝の初代ファラオになったとする。
紀元前720 - 716年 (紀元前715 - 712年とする説もある）頃、第25王朝のシャバタカは第24王朝のバクエンレネフを破り、自身に忠実な軍司令官をサイスの知事に任命した。この知事の本来の名前の記録は失われ、ギリシャ語化されたアンメリスまたはアメレスという名と、その故郷にちなむ「ヌビア人」(the Nubian) というあだ名が伝わっている。彼はステフィナテス (テフナクト2世) が後を継いだ紀元前695年までサイスを統治したと考えられている。